# Julio Irrazábal
Julio César Irrazábal León, mais conhecido apenas como Irrazábal (San Juan del Paraná, 25 de novembro de 1980), é um ex-futebolista paraguaio que atuava como lateral-direito e meio-campista.

## Biografia

### Vasco da Gama
Em junho de 2010, após passagem no Cerro Porteño, Irrazábal assinou com o Vasco da Gama por 1 ano e meio, devido a carência na posição. Contratado como solução em 2010, Irrazábal começou a perder espaço em 2011, tornando-se a última opção na lateral-direita. Sem receber chances, em dezembro de 2011, Irrazábal teve seu contrato encerrado, assim deixando o clube cruzmaltino.

## Títulos
Cerro Porteño
- Torneio Apertura: 2010
- Torneio Clausura: 2017

Vasco da Gama
- Copa do Brasil: 2011

1. ↑  Empresário diz que Irrazábal e Vasco acertados por um ano e meio
2. ↑  Contratados como solução, Irrazábal e Jadson Viera perdem espaço
3. ↑  Vasco não renovará contrato o jogador Irrazábal